# Leptogaster australis
Leptogaster australis är en tvåvingeart som beskrevs av Ricardo 1912. Leptogaster australis ingår i släktet Leptogaster och familjen rovflugor. Inga underarter finns listade i Catalogue of Life.